# برت میچل
برت میچل (انگلیسی: Bert Mitchell; ۲۲ ژانویهٔ ۱۹۲۲ – آوریل ۱۹۹۷ (aged 75)) بازیکن فوتبال اهل بریتانیا بود.
از باشگاه‌هایی که در آن بازی کرده‌است می‌توان به باشگاه فوتبال استوک سیتی، باشگاه فوتبال بلکبرن روورز، باشگاه فوتبال لوتون تاون، باشگاه فوتبال ساوتپورت، باشگاه فوتبال کیدرمینستر هاریرس، باشگاه فوتبال کترینگ تاون، باشگاه فوتبال میدلزبرو، باشگاه فوتبال استافورد رانجرز، و باشگاه فوتبال نورث‌همپتون تاون اشاره کرد.